# Iggensbach
Iggensbach er en kommune i Landkreis Deggendorf i Regierungsbezirk Niederbayern i den tyske delstat Bayern, med godt 2.100 indbyggere.

## Geografi
Iggensbach ligger i region Donau-Wald.
De største landsbyer efter Iggensbach er Reichenbach, Handlab, Gstein, Holling og Schöllnstein.